# روح (فلم)
روح (الروسية: Душа دوشا) هي السوفياتي 1981 فيلم الدراما الموسيقية التي كتبها الكسندر Borodyansky وإخراج الكسندر ستيفانوفيتش، وبطولة صوفيا روتارو في الدور الرئيسي، وكذلك ميخائيل Boyarsky والفرقة الموسيقية Mashina Vremeni (آلة الزمن). الفيلم ملامح تفكك الصخور من خلال أسلوب جديد الأغاني التي يؤديها صوفيا روتارو، ميخائيل Boyarsky وMashina Vremeni ، فضلا عن مشاهد الحوار الفلسفي كبيرة، فيما يتعلق النقد الذاتي للفنان، وجودية لنهج الاعتدال بين الإبداع الفني واحترام لكرامة الإنسان.
الفيلم المميز الأولى السوفياتي الفيديو الموسيقية، مع ميخائيل صوفيا روتارو وBoyarsky القفز على الترامبولين في الذهب تمتد النسيج. انها تحولت إلى 1981 وكانت الأفلام التي يتابعها أكثر من 57 مليون رواد السينما في الاتحاد السوفياتي.
في كانون الأول / ديسمبر 2001، قبل افتتاح الحفلة من موسكو برنامج «حياتي هي حبي»، ومؤسسة السينما «Krupny خطة» (عن قرب وحتى في الإنجليزية) الإفراج عن شريط الفيديو نسخة من الفيلم الذي أصبح 5th السوفياتي في التوزيع.
وخلال الفيلم، ابن صوفيا روتارو كانت مهددة بأن يكون رهينة وكانت مخبأة في واحدة من الفيلات القرم. كل سيناريو وخاصة دور فيكتوريا Slobodina كانت مكتوبة خصيصا لصوفيا روتارو، المغني السوفياتي. وفي الواقع، فإن القصة تتناول جاكسون من مشاكل صحية جسدية (التهاب الاحبال الصوتية).
القصة التي حددتها البحر في صوفيا روتارو منزل في يالطا وفي ألمانيا (حيث صوفيا روتارو في ذلك الوقت وسجل لها العديد من الألبومات)، وكذلك في أغنية المهرجانات الدولية، حيث شاركت صوفيا روتارو كذلك. وقد المطلقين حديثا ستيفانوفيتش دعت صوفيا روتارو، في حين أن غيرها من المطربين الروسية فشلت في الصب.
البطلة يتعلم قبل أن المهرجان الدولي للاغنية بسبب مرض أنها قد تفقد صوتها. أحد معارفه تساعدها على تجنب هذا الوضع. البطل الرئيسي Svobodina فيكتوريا، التي تقوم بها صوفيا روتارو، تقرر أن تبدأ في الغناء بطريقة جديدة، ومرة واحدة على المهرجان انها مرحلة يفوز في سباق الجائزة الكبرى. الفيلم ساهمت الصحافة الشائعات بشأن فقدان Rotaru صوت. صوفيا روتارو في الواقع تعاني من الاحبال الصوتية 'التهاب، تماما كما شخصيتها في الفيلم كان صوت المشكلة، ولكن هذا لم تؤكده التشخيص الطبي في الحياة الحقيقية.

## وصلات خارجية
- مقالات تستعمل روابط فنية بلا صلة مع ويكي بيانات